# Ujamaa
Ujamaa är en variant av afrikansk socialism, och statsideologi i Tanzania från Arushadeklarationen till president Julius Nyereres avgång 1985.
Ujamaa innebar i första hand självförsörjning, och hade jämlikhet och socialism som honnörsord. Jordbruket skulle kollektiviseras och landsbygdsbefolkningen i detta syfte flyttas till nya och större byar.